# 福田川 (京都府)
福田川（ふくだがわ）は、京都府京丹後市を流れる二級河川。福田川水系の本流である。流路長は12.4km、流域面積は30.5km2。

## 地理

### 流路
丹後半島北部に位置する京都府京丹後市網野町の久次岳（541メートル）に端を発し、京都府道20号網野久美浜線に沿って網野町を南から北に流れる。上流部・中流部は掘り込み河道である。
平地に出た場所には網野町郷地区があり、郷地区の両岸には北丹後地震の際に露出した郷村断層がある。公庄川や庄川などの支流を集めてさらに北上し、京都丹後鉄道宮豊線網野駅の西側では国道178号が網野橋で福田川を超えている。
網野銚子山古墳の西側で北西に向きを変え、網野市街地の西端を流れた後、浅茂川漁港で日本海に注いでいる。浅茂川漁港はかつて海上運搬の拠点として栄えた。

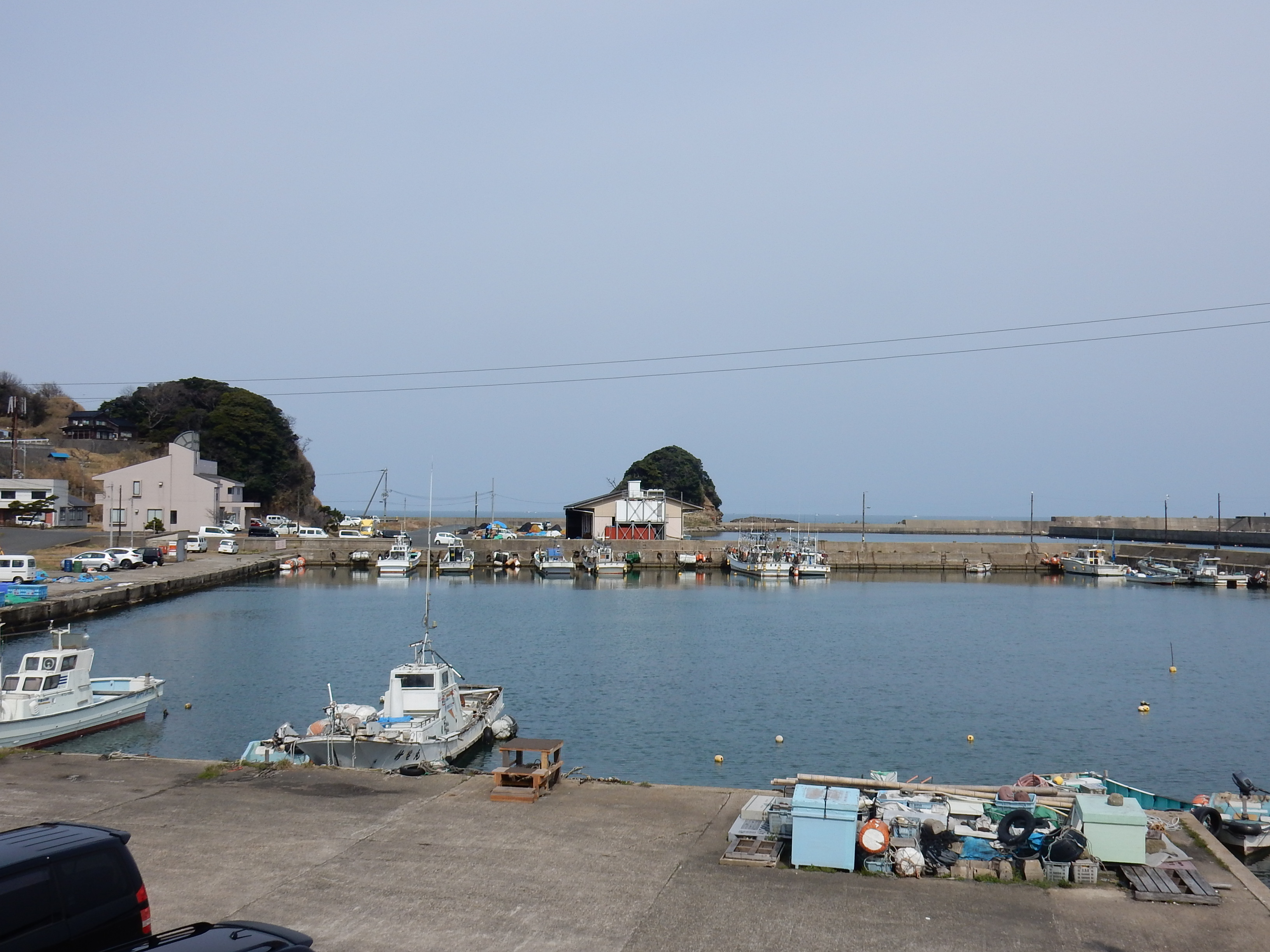
河口にある浅茂川漁港
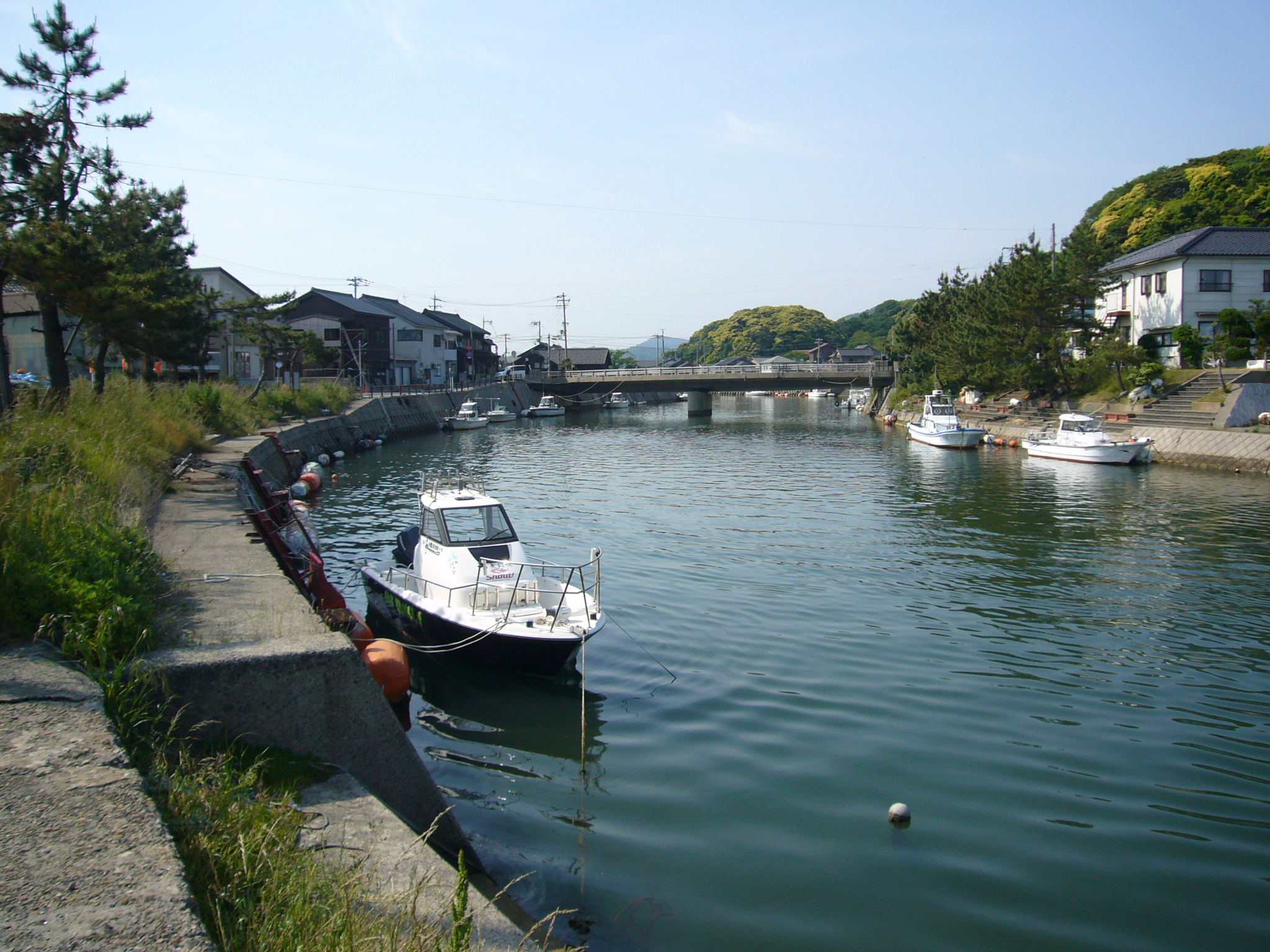
河口付近
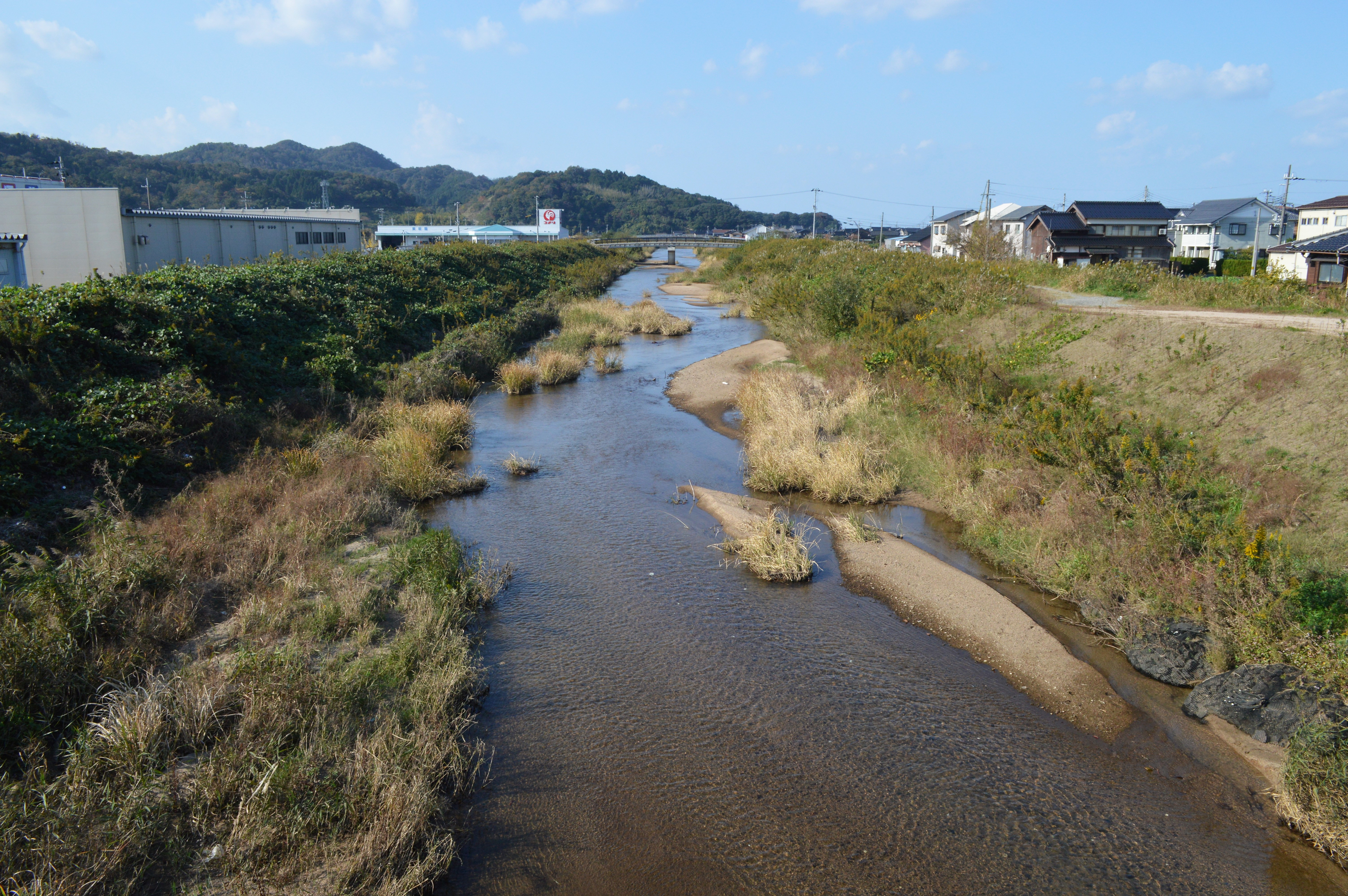
網野市街地を流れる浅茂川

### 浅茂川湖
下流部にある網野市街地の平地は、江戸末期に潟湖の浅茂川湖が埋め立てられてでき、昭和40年代の土地改良事業で完全に消滅した。下流部は浅茂川とも呼ばれる。

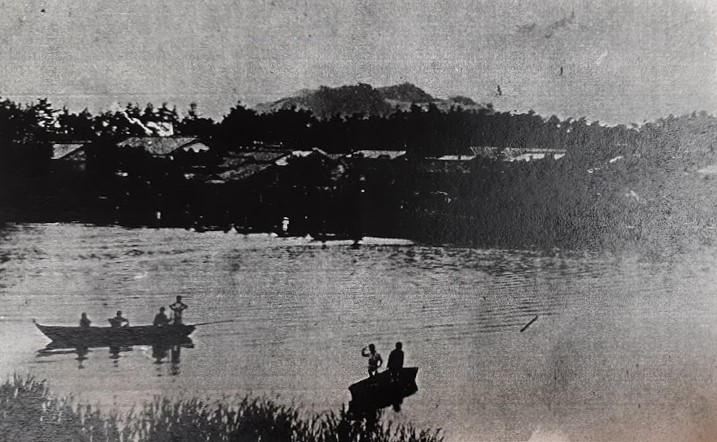
1916年の浅茂川湖
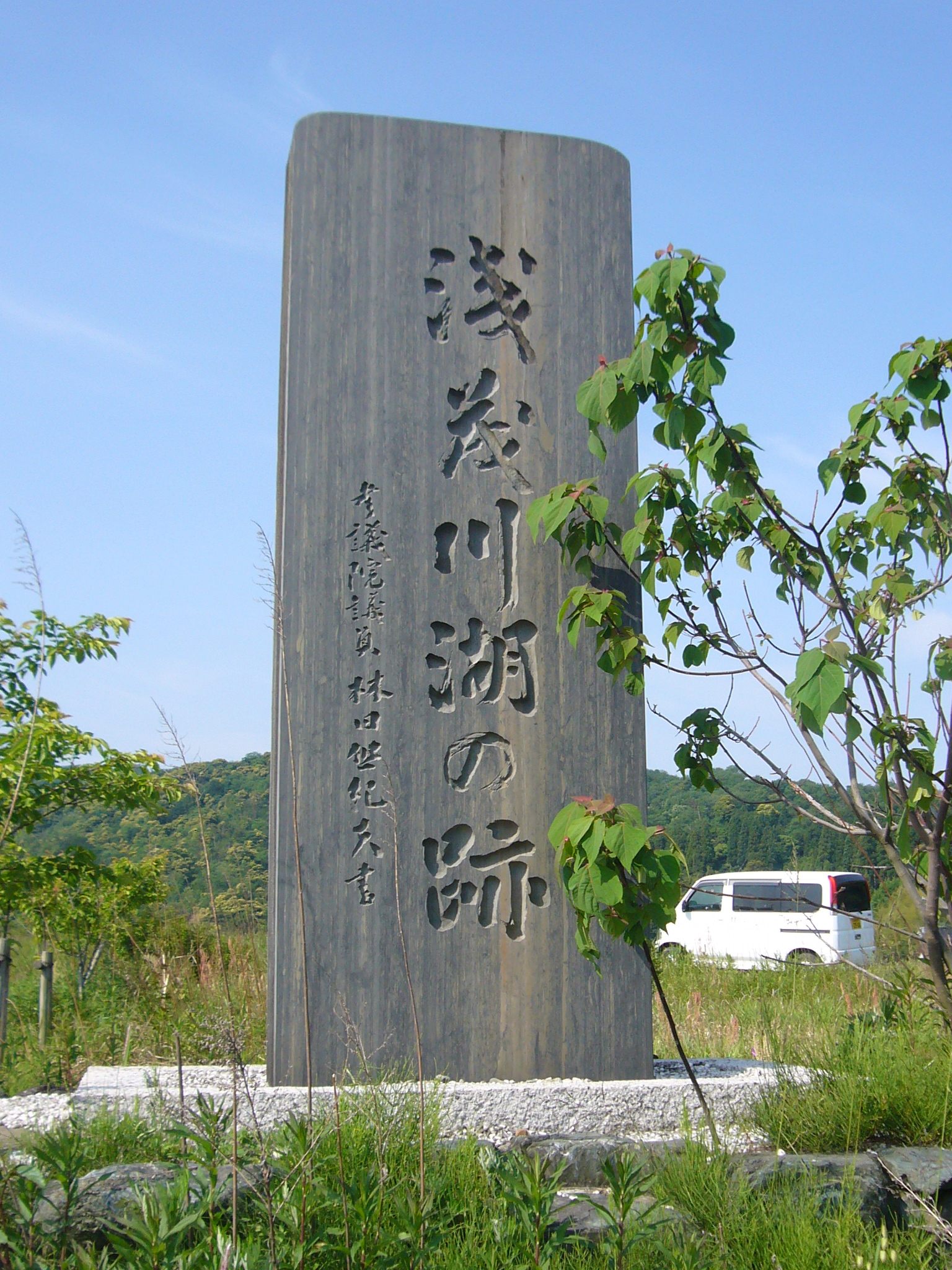
河口付近にある「浅茂川湖の跡」